# David von Wyss der Jüngere
David von Wyss (* 8. Juni 1763 in Zürich; † 18. August 1839 in Erlenbach ZH) gilt als einer der führenden konservativen Politiker der Schweiz in der ersten Hälfte des 19. Jahrhunderts.

## Leben

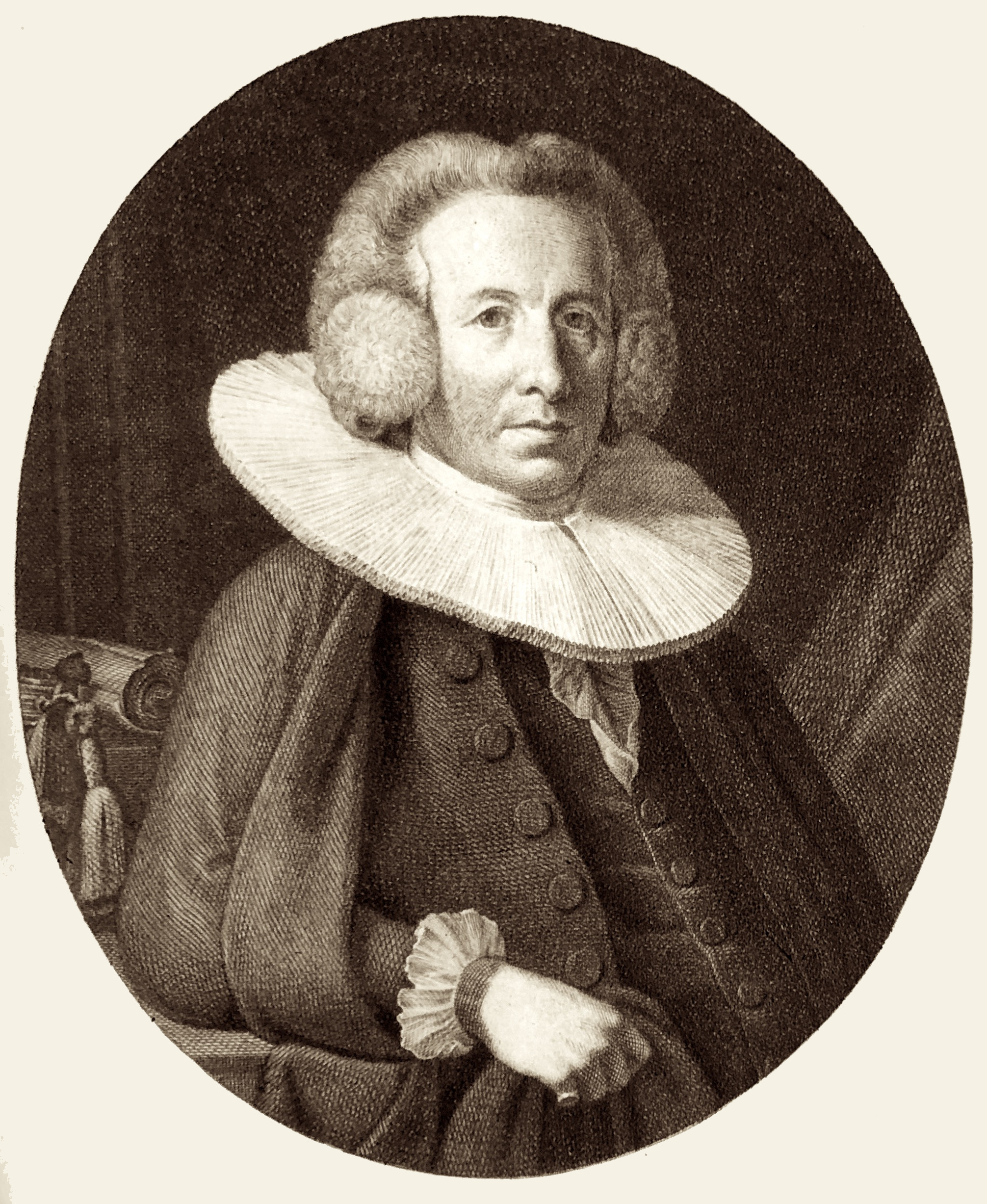
David von Wyss d. Ä.

David von Wyss war der Sohn des Zürcher Bürgermeisters David von Wyss der Ältere (1737–1815). Nach einem Rechtsstudium in Halle arbeitete er in verschiedenen Positionen als Jurist für den Stadtstaat Zürich. In der Helvetischen Republik war er 1801 bis 1802 Mitglied des Senats. Im Herbst 1801 erarbeitete von Wyss für die föderalistische Regierung der Helvetischen Republik auf der Basis der Verfassung von Malmaison eine neue Verfassung, die am 26. Februar 1802 vom Senat gebilligt wurde. Nach dem Staatsstreich vom 17. April wurde die Verfassung jedoch nicht umgesetzt und von Wyss zog sich in die Zürcher Politik zurück. 1803 trat er dem Grossen Rat bei und wurde noch im gleichen Jahr in die Regierung, den Kleinen Rat, aufgenommen, dem er bis 1814 angehörte. 1814 bis 1832 war er Bürgermeister von Zürich. Als solcher amtierte er 1815 als Vorsitzender der langen Tagsatzung und war massgeblich am Zustandekommen des Bundesvertrags beteiligt. 1821 und 1827 war er als Präsident der Tagsatzung Staatsoberhaupt der Schweiz.